# Alberto Baeza
Luis Alberto Baeza Mena (Città del Messico, 6 dicembre 1938) è un ex calciatore messicano, di ruolo attaccante.

## Carriera

### Club
Milita per dieci anni nel Necaxa, con cui  vince la Coppa del Messico 1960 e 1966.
Nel 1968 si trasferisce negli Stati Uniti d'America per giocare nei San Diego Toros, con cui giunge alla finale della neonata NASL, persa contro gli Atlanta Chiefs.

### Nazionale
Con la Nazionale messicana ha preso parte ai Mondiali 1962.

## Palmarès
- Coppa del Messico: 2

Necaxa: 1960, 1966